# Uroxys bahianus
Uroxys bahianus är en skalbaggsart som beskrevs av Antoine Boucomont 1927. Uroxys bahianus ingår i släktet Uroxys och familjen bladhorningar. Inga underarter finns listade i Catalogue of Life.